# Puccinia neorotundata
Puccinia neorotundata ist eine Ständerpilzart aus der Ordnung der Rostpilze (Pucciniales). Der Pilz ist ein Endoparasit von Scheinastern. Symptome des Befalls durch die Art sind Rostflecken und Pusteln auf den Blattoberflächen der Wirtspflanzen. Sie ist in Süd- und Mittelamerika verbreitet.

## Merkmale

### Makroskopische Merkmale
Puccinia neorotundata ist mit bloßem Auge nur anhand der auf der Oberfläche des Wirtes hervortretenden Sporenlager zu erkennen. Sie wachsen in Nestern, die als gelbliche bis braune Flecken und Pusteln auf den Blattoberflächen erscheinen.

### Mikroskopische Merkmale
Das Myzel von Puccinia neorotundata wächst wie bei allen Puccinia-Arten interzellulär und bildet Saugfäden, die in das Speichergewebe des Wirtes wachsen. Die Spermogonien und Aecien der Art sind unbekannt. Gleiches gilt für ihre Uredien, möglicherweise werden sie nicht ausgebildet. Die beidseitig auf den Oberflächen der Wirtsblätter wachsenden Telien der Art sind dunkel zimtbraun, dicht gruppiert, pulverig und unbedeckt. Die gelben bis goldbraunen Teliosporen sind zweizellig, in der Regel breitellipsoid, runzelig und meist 35–42 × 22–26 µm groß. Ihre Stiele sind bräunlich.

## Verbreitung
Das bekannte Verbreitungsgebiet von Puccinia neorotundata reicht von Costa Rica bis nach Südamerika.

## Ökologie
Die Wirtspflanzen von Puccinia neorotundata sind verschiedene Scheinastern (Vernonia spp.). Der Pilz ernährt sich von den im Speichergewebe der Pflanzen vorhandenen Nährstoffen, seine Sporenlager brechen später durch die Blattoberfläche und setzen Sporen frei. Die Art durchläuft einen Entwicklungszyklus, von dem bisher nur die Telien sowie deren Wirt bekannt sind. Ob sie einen Wirtswechsel vollzieht, lässt sich daher nicht sagen.